# Робітниче самоврядування

Робітниче самоврядування — форма організації трудового процесу, за якої трудовий колектив самостійно приймає ключові рішення щодо роботи підприємства.
Менеджери та керівники взагалі повністю ліквідовані як частина персоналу на такому підприємстві, оскільки, як правило, саме вони доводять ситуацію в даному закладі до стадії оголошення банкрутства з імовірністю повного скорочення робітників. Тут, як відповідь на таку форс-мажорну ситуацію, колектив застосовує сміливий нетривіальний хід. Ігноруючи вказівки зверху на визнання (або близькість до такого) банкрутства підприємства, службовці продовжують трудитися. Причому, тоді як, здавалося б, що без управлінців на заводі має початися хаос і все завалиться за тиждень, відбувається несподівана річ. Трудовий процес починає, що називається, самоналагоджуватися. Робітниче самоврядування визначає методи роботи, плани виробництва, соціальні гарантії, вирішує, власне, всі поточні проблеми підприємства.

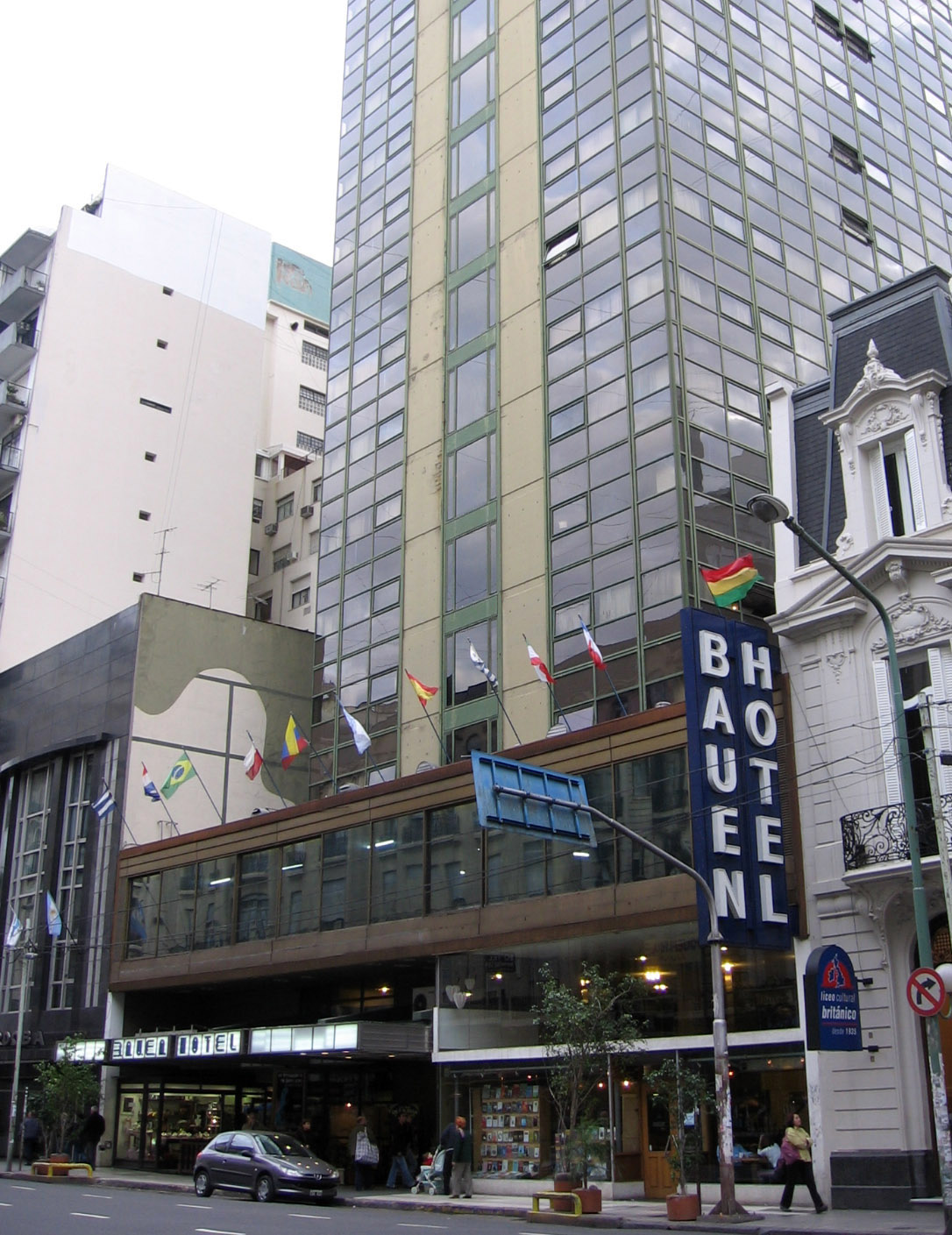
Готель Hotel Bauen у Буенос-Айресі, що працює під робітничим управлінням з 2003 року.

Підприємства з робітничим самоврядуванням успішно працюють в умовах конкурентної економіки десятиліттями. Наприклад «відкриті заново» (англ. recovered factories) підприємства робітничого самоврядування в Аргентині, «відновлені» (ісп. fábrica recuperada) заводи в Іспанії, знаменита «LIP фабрика» у Франції в 1970-х роках, що стала одним із символів культурної революції 1968 року в Парижі, «Мондрагонська кооперативна корпорація» — найбільша корпорація країни басків в Іспанії, видавництво «AK Press» в США, готель «Bauen» в Буенос-Айрес (під робітничим самоврядуванням можуть перебувати не тільки традиційні «фабрики» і «заводи»), але й інші організації.
У більш широкому тлумаченні, робітничим самоврядуванням називали частину лівого руху в історії громадянської війни в Іспанії 1936 року, і політику «югославської моделі соціалізму», що привела до появи руху неприєднання, підкреслено ігноруючи ряд ключових установок Радянського Союзу.